# Theodor Müller (Kaufmann)

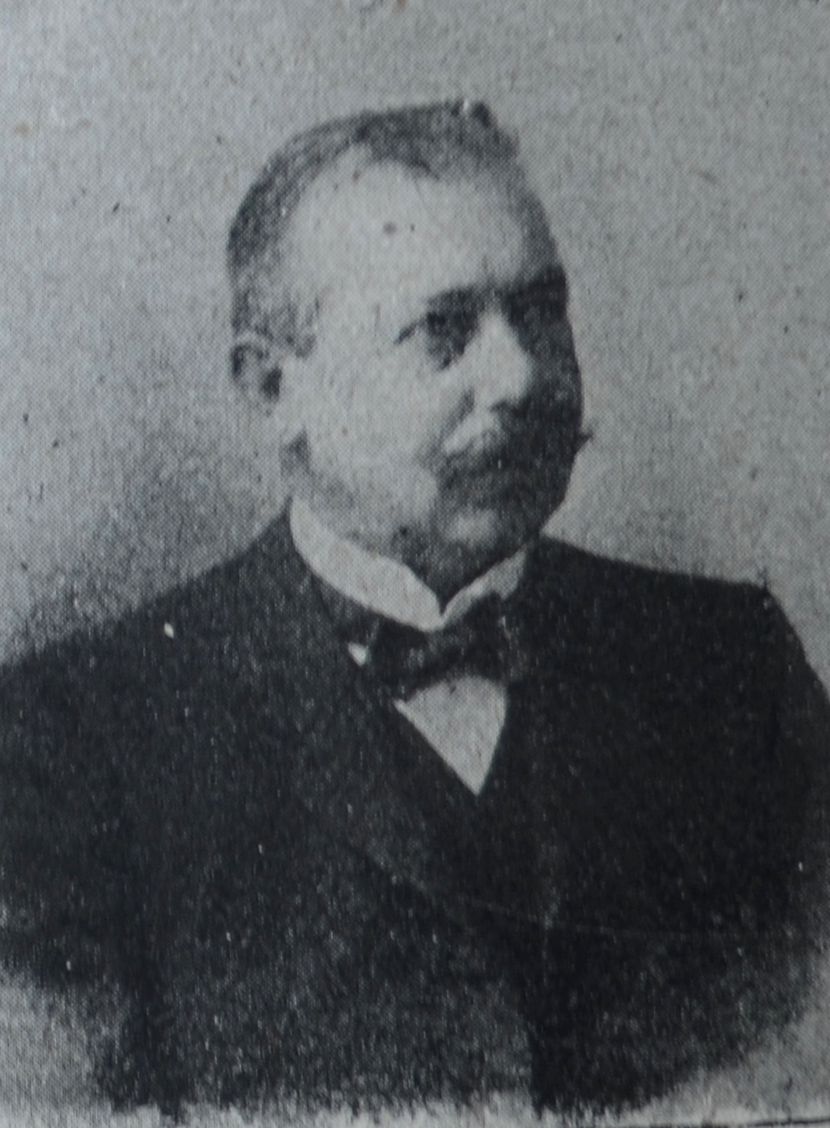
Theodor Müller, 1911

Theodor Müller (* 14. August 1849 in St. Ingbert; † 1921) war ein deutscher Unternehmer und Politiker.

## Leben
Theodor Müller war römisch-katholischer Konfession und besuchte das Gymnasium in Zweibrücken sowie die Handelsschule in Köln. Seine Tochter Theodora (1878–1946) heiratete 1899 den Unternehmer Hermann Röchling.
Müller war Direktor der Hüttengesellschaft Novéant und des Unternehmens Lamarche & Cie. (Seine Mutter war eine geborene Lamarche.) 1896 gingen diese Unternehmen in der Montangesellschaft Lothringen-Saar auf, der Müller als Generaldirektor vorstand. Daneben war er Teilhaber der Société Métallurique de Sambre et Moselle und Besitzer von Erzkonzessionen in Lothringen.  
Er war Mitglied der Handelskammer Metz und ab 1907 deren Präsident.
Politisch engagierte er sich sechs Jahre lang als Gemeinderat in Straßburg. 1911 wurde er als Vertreter der Handelskammer Metz zum Mitglied der ersten Kammer des Landtags des Reichslandes Elsaß-Lothringen gewählt, der er bis 1918 angehörte.
Er wurde mit dem Ehrentitel eines Geheimen Kommerzienrats ausgezeichnet.
Nach dem Ersten Weltkrieg vertrat er die Gebrüder Stumm GmbH bei den Entschädigungsverhandlungen mit der Reichsregierung.